# Confrontation
Confrontation (je nach Version des Regelwerks auch CO, CO2 oder CO3 genannt) war ein Tabletopspiel des Unternehmens Rackham, die ihren Sitz in Frankreich hat. Den deutschen Vertrieb der Figuren übernahm lange Zeit der Berliner Verlag Beutelsend. 2005 wurde der Vertrieb von Universal Cards übernommen. Mit der Insolvenz Rackhams 2007 endete der Support des Spiels. Lediglich ein paar zum Teil damals noch unveröffentlichte Miniaturen werden von der amerikanischen Firma CMON Inc. als Confrontation Legacy Miniatures angeboten.
Confrontation spielt in einer fiktiven Fantasy-Welt namens Aarklash. Auf ihr gibt es die verschiedensten Rassen von den Elfen, Zwergen, Menschen bis hin zu den wilden Kriegern der Kelten, den bösartigen Untoten, die wahnsinnigen Alchemisten und vielen anderen.
Confrontation machte sich durch recht detaillierte Miniaturen einen Namen. Weiterhin konzentriert sich Confrontation auf Schlachten mit verhältnismäßig wenig Miniaturen, so dass der Einstieg meist billiger ausfällt als bei Konkurrenzprodukten.
Das Spielsystem zeichnete sich durch die, im Vergleich zu anderen Projekten, intensive Nutzung von Spielkarten aus. So liegt jedem Blister mindestens eine Karte mit Spielwerten für die Figur, oder Truppe, bei. Blister von Zauberern enthalten zudem noch Karten mit der Beschreibung der Zauber (und ebenso verhält es sich mit Blistern für Priester, die die Priester-spezischen Regeln enthalten).
Die Karten finden im Spiel Verwendung und bestimmen z. B. die Zugreihenfolge.
Auch Kampagnen werden mit Spielkarten gespielt. So gibt es spezielle Kartensets, um Kampagnen zu spielen.
Die Idee, Karten in Tabletops zu verwenden, wurde zwar schon von anderen Systemen verwendet (z. B. Demonworld oder Armalion), doch lagen die Karten oft einer separaten Box bei, nicht den jeweiligen Blistern. Auch gaben sie meist lediglich die Werte an und waren kein Element des Spiels.
Mittlerweile wird dieses Konzept öfter verwendet. So findet sich bei Dark Age ebenfalls zu jedem Blister eine Karte.
Regeltechnisch ist Confrontation auf kleinere Gefechte ausgelegt. Ein Würfelpool der je nach Anzahl der jeweiligen Gegner bemessen ist, kann in Angriffs und Verteidigungswürfel aufgeteilt werden. So sind taktische Nahkämpfe möglich. Des Weiteren besteht die Möglichkeit, die Angriffsgenauigkeit (und somit die Schwierigkeit für den Angreifer zu treffen, aber auch die Schwierigkeit für den Verteidiger den Schlag zu parieren) frei zu wählen.
Da sich Confrontation nur mit kleineren Scharmützel befasst, gibt es den "großen Bruder" Rag'narok, der sich besonders für große Schlachten eignet. Die Rag'narok-Erweiterung erschien auf Französisch und Englisch.
Die zum Spielen benötigten Regeln lagen bei den älteren Editionen noch jedem Blister bei, beim aktuellen CO3 muss das Grundregelwerk separat gekauft werden. Die Regeln sind komplex und erlauben eine Vielzahl taktischer Möglichkeiten, so dass eine gute Balance zwischen Würfelglück und Planung entsteht.
Bei Confrontation treten, wie in den meisten Tabletops tendenziell gleich starke Armeen gegeneinander an, da alles, was man in seine Armee integriert, Punkte kostet. Vor dem Spiel wird zwischen den beiden Spielern eine gewisse Menge an Punkten vereinbart, die die Spieler zur Gestaltung ihrer jeweiligen Armee nutzen können – dabei sind besonders starke Dinge besonders punktlastig, weniger starke dagegen punktgünstiger. So soll erreicht werden, dass die beiden sich gegenüberstehenden Armeen/Kampftrupps an Stärke bzw. Effektivität ungefähr übereinstimmen.
Da die Punktkosten der einzelnen Sachen nicht individuell veränderbar sind, sondern vom Hersteller vorgegeben werden, mag es vorkommen, dass es zu kleinen Unausgewogenheiten im Preis-Leistungs-Verhältnis mancher Einheiten kommt. Dies hält sich bei Confrontation jedoch in Grenzen.
2018 wurde versucht, das Spiel unter dem Namen Confrontation Classic mit einer Crowdfunding-Kampagne über Kickstarter von Sans-Detour wieder herauszugeben. Die Kampagne war auch erfolgreich, allerdings meldete Sans-Detour 2020 Insolvenz an und gegen Sans-Detour wurde ein Ermittlungsverfahren wegen Veruntreuung eingeleitet.

## Regelsystem

### Grundlegendes
Fast alle Proben funktionieren nach dem gleichen System: Grundwert und das Ergebnis eines Wurfes mit einem W6 werden addiert und müssen mindestens einen festgelegten Wert erreichen bzw. das Ergebnis des Gegners übertreffen.
Hierbei wird das Wurfergebnis oft durch besondere Umstände modifiziert (z. B. durch Verletzungen). Eine 1 beim Würfelwurf lässt die Probe immer misslingen, bei einer 6 darf dagegen der Würfel noch einmal geworfen werden und die Ergebnisse addieren sich.
Eine Ausnahme ist die Bestimmung von Schadensauswirkungen. Hier werden zwei W6 geworfen und das Ergebnis in einer Tabelle abgelesen.

### Figurenwerte
Jede Figur hat eine Reihe von Werten, die Eigenschaften wie offensive und defensive Stärke, Schnelligkeit und Tapferkeit beschreiben. Dazu kommt evtl. noch eine Beschreibung von ihrer Fernkampfstärke oder ihrer magischen Macht.
Außerdem hat jede Figur eine oder mehrere Fähigkeiten, die meist eine Änderung der Grundregeln darstellen. So erlaubt etwa "Zäh" einer ausgeschalteten Figur, noch bis zum Ende der Runde weiter zu kämpfen, "Parade" negiert die Regel, dass ein Wurf von 1 eine Probe misslingen lässt, bei Verteidigungsproben und "Heilige Waffe" schaltet einen Feind immer aus, wenn ein Pasch beim Schadenswurf geworfen wird.

### Ablauf eines Spielzugs
Ein Spielzug besteht im Wesentlichen aus zwei Phasen: Bewegungs- und Nahkampfphase.
In der Bewegungsphase decken beide Spieler abwechselnd die oberste Karte ihres Kartenstapels auf, den sie zuvor selbst angeordnet haben. Jede Karte repräsentiert 1–3 Figuren auf dem Spielfeld. Diese dürfen jetzt bewegt werden und schießen, Magie wirken oder besondere Fähigkeiten einsetzen.
Verschiedene Regelmechanismen erlauben eine Variation im Ablauf (etwa mehrmals ziehen oder eine gezogene Karte zur Seite legen und erst später ausspielen).
Die Nahkampfphase beginnt damit, dass alle Kämpfe aufgeteilt werden, so dass sich immer 1:1- oder 1:n-Konstellationen ergeben. Diese werden dann einzeln ausgespielt.
Jede Figur hat für den folgenden Kampf eine Anzahl von Würfeln zur Verfügung – üblicherweise 2, mehr durch bestimmte Fähigkeiten oder eine Überzahl an Gegnern – die ihr entweder eine Angriffs- oder eine Verteidigungsaktion erlauben. Die Verwendung muss allerdings am Anfang des Kampfes festgelegt werden. Zuerst wird die Initiative bestimmt, wer sie gewinnt, darf die ihm zur Verfügung stehenden Würfel nach dem Gegner aufteilen und später zuerst angreifen.
Haben sich beide Spieler entschieden, wie die Würfel aufgeteilt werden, führen beide Spieler abwechselnd Angriffe mit jeder ihrer Figuren aus – je einen Angriff pro gegnerischer Figur – solange, bis alle Angriffswürfel aufgebraucht sind. Jeder Angriff verbraucht einen Angriffswürfel, zur Verteidigung darf die angegriffene Figur eine beliebige Anzahl ihrer Verteidigungswürfel verbrauchen. Ist ein Angriff erfolgreich, also das Wurfergebnis besser als das eines evtl. Verteidigungswurfes, wird der Schaden gegen die angegriffene Figur ermittelt.

## Völker auf Aarklash
Die Völker Aarklashs teilen sich in drei große Fraktionen auf:
- die verschlungenen Pfade der Finsternis (die "Bösen")
- die Wege des Lichts (die "Guten")
- der Lauf des Schicksals (die "Neutralen")

Das bedeutet aber nicht, dass sich die Anhänger derselben Fraktion zwangsläufig untereinander verstehen – es gibt Feindschaften überall.

### Die Wege des Lichts
(Quelle: www.tabletop-forum.de, Chris Coyote)

#### Die Greifen von Akkylanien
Im Gegensatz zum Vielgottglaube der Löwen beten die Greifen nur den einen einzigen wahren Gott an: Merîn. Einst war Akkylanien ein Teil Alahans, spaltete sich aber davon ab, nachdem sich der Merîn-Glaube in dieser Region durchgesetzt hatte. Die Greifen sind ein fanatisches Volk; ihre Armeen werden geprägt von Inquisitoren, Assassinen und Templern. An der Spitze des akkylanischen Volkes stehen Papst Innozenz und Kaiser Octavius.
Die Volksfertigkeit der Greifen ist – bezeichnenderweise – Fanatiker. Diese Fähigkeit hilft, die Disziplin zu wahren und vor angstverbreitenden Gegnern nicht davon zu laufen – insgesamt eine eher durchschnittliche Fähigkeit. Prägende Elemente der Greifenarmeen sind die schon erwähnten Templer, Inquisitoren und Assassinen; dazu ihre sehr guten Schützen und ihre Priester. Greifen zeichnen sich durch hohe Disziplin, starke Rüstungen und viel sowie effektiven Fernkampf aus.

#### Die Löwen von Alahan
Die Barhaner sind das strahlende Licht Aarklashs. Die Barhaner waren der erste Keltenstamm, der sesshaft wurde. Heute leben sie im größten Reich Aarklashs: Alahan. Berühmt ist Alahan für seine Magier, seine Barden sowie seine strahlenden Ritter und Paladine. Herrscher über dieses aus verschiedenen Baronien bestehende blühende Reich ist König Gorgyn.
Die Löwen sind wohl eines der am schwersten zu spielenden Völker – sie haben keine gravierenden Schwächen, aber ebenso keine Stärken. Einheiten, die wirklich ordentlich austeilen können, sucht man in ihren Reihen vergeblich. Spielerisch sind Alahaner bekannt durch ihre Reiterei – die beste Kavallerie im Spiel, ihre Barden sowie diverse Spezialisten wie Falkner oder Musketiere. Ebenfalls sehr grundlegende Bestandteile der Löwenarmee sind die Sakralwaffen und die Magier – allerdings sind Sakralwaffenträger (Paladine) zu teuer für ihre Leistung und werden daher selten gesehen; ebenso sind Magier zu teuer – zwar nicht für ihre Leistung, aber doch für ein Spiel mit normalem Punkteumfang. Da sie so ihre größte Stärke – die Magie – im normalen Umfeld kaum ausleben können, macht ihren Stand noch schwerer. Die Löwen leben vom Zusammenspiel ihrer vielen verschiedenen Truppen. Die Volksfertigkeit der Löwen ist Tapferkeit, die gegen angstverbreitende Gegner recht nützlich, insgesamt aber nur durchschnittlich ist.

#### Die Cynwäll Elfen
Die Cynwäll Elfen sind ein starkes Volk, das man leicht unterschätzt. Ihr Schwerpunkt liegt auf der Sonderfähigkeit Konzentration, die es den meisten Einheiten erlaubt, eine Eigenschaft wie Stärke oder Verteidigung je nach Bedarf um eine gewisse Punktzahl zu steigern, allerdings nur einmal pro Runde. Damit spielen sich die Elfen sehr flexibel und ihr Gegner kann sie somit schwer einschätzen.
Die Cynwäll Elfen sind ein eher neues Volk, so dass die Auswahl an Miniaturen nicht mit denen der anderen Völker mithalten kann.

#### Die Kelten vom Clan der Sessairs
Die Kelten waren das erste menschliche Volk auf Aarklash. Dieser Keltenstamm lebt nomadisch in den weiten Ebenen des Kontinents, Avaggdu. Sie haben Bündnisse mit den Minotauren, den Zentauren und den Riesen geschlossen. Viele Kelten kann man als Söldner anheuern, obwohl nun, da das Rag'narok vor der Tür steht, viele von ihnen wieder zurückkehren zu den Sessairs, um mit ihnen den letzten aller Kämpfe auszutragen!
Die Sessairs sind ein Massevolk – üblicherweise sieht man sich als Gegner einer gewaltigen Masse an Kelten gegenüber. Jede Figur hat die Spezialfertigkeit Kriegsrausch, die ihre Offensivfähigkeiten enorm erhöht – eine der besten Volksfertigkeiten im Spiel. Defensiv sind die Kelten sehr schwach, daher gilt die Devise: zuerst so oft und so hart wie möglich zuschlagen – oder untergehen.
Neben verschiedenen Keltenkriegern verfügen die Sessairs zum Beispiel über Barbarengiganten, Minotauren oder Formwandler.

### Der Lauf des Schicksals
(Quelle: www.tabletop-forum.de, Chris Coyote)

#### Die Daïkinee Elfen
Die Daïkinee Elfen sind das älteste der drei Elfenvölker auf Aarklash. Vor tausenden von Jahren kamen sie aus der Feenwelt und leben seitdem in Smaragdwald. Bei dem Thronstreit zweier Daïkinee Brüder ging der Verlierer in die Verbannung auf die Gipfel des Behemoth-Gebirges, es entstanden die Cynwäll Elfen. Jahre später wurden die Daïkinee Elfen von einer ihrer hübschesten Prinzessinnen verflucht. Nachdem diese nämlich mit der Spinnengöttin Lilith einen Pakt beschlossen hatte und deswegen verbannt wurde, verwünschte sie die Elfenfrauen, bei der Geburt ihrer Kinder zu sterben, was zur langsamen Ausrottung der Daïkinee Elfen führt.
Rackham hat kaum Miniaturen der Daïkinee Elfen veröffentlicht. Die Daïkinee Elfen sollen eine neue Art Waldelfen darstellen. Sie sind mit Chitinrüstungen ausgestattet und besitzen riesige Langbögen. Außerdem haben sie feenhafte Verbündete und einige käferartige Kreaturen die an der Seite der Daikinee Elfen kämpfen. Die Volksfähigkeit der Daikinee ist die Regeneration.

#### Die Orks aus Bran-Ô-Kor
Die Confrontation-Orks haben nichts mit den Orks der Warhammer-Welt gemein; vielmehr gleichen sie den Orks aus Warcraft III: aufrechte, tapfere und ehrenhafte Krieger. Die Orks waren ursprünglich keine eigene Rasse, sondern entstammen einem Experiment der Alchimisten von Dirz, mit dem diese aus Genen der Goblins und der Menschen eine Kriegerrasse machen wollten. Unglücklicherweise gaben sie den Orks zu viel freien Willen, so dass diese flohen und nun einen endlosen Kampf gegen die Syhars führen. Der Gott der Orks ist der Schakal, ein passender Gott für das karge Land, in dem sie leben. Aus den Behemoth-Bergen kommen nun neue Orks zum Vorschein um siegreich aus dem Rag'narok zu gehen! Ihre Gottheit ist ein riesiger Baum und vom Aussehen sind sie mongolisch angehaucht
Orks sind ein Klassevolk, haben aber nicht den großen Vorteil Geborener Kämpfer der anderen beiden Klassevölker. Stattdessen haben sie Brutal, eine Fähigkeit, die gerade gegen kampfstarke Gegner sehr nützlich sein kann. Neben Orkkriegern gibt es auch berittene Orks, die auf mächtigen Brontops reiten. Weitere wichtige Krieger der Orks sind die Amokläufer. Orks zeichnen sich durch hohe Attacke und Stärke bei guter Parade aus – allerdings ist die Initiative der großen Grünen eher gering.

#### Die Wolfen Yllias
Bei den neutralen Armeen bleiben Neulinge gerne an den Wolfen von Yllia hängen. Diese Wolfsmenschen sind alle doppelt so groß wie ein normaler Mensch und verfügen über unvorstellbare Kraft. Sie beten Yllia, die Göttin des Mondes, an.
Die Volksfähigkeit Geborener Kämpfer ist eine der besten Fertigkeiten im Spiel – aufgrund der wenigen Modelle, die Wolfen üblicherweise ins Feld führen, aber absolut nötig. Wolfen sind eine Klassearmee, dem Gegner ist man üblicherweise 1:2, gegen Kelten und Goblins auch durchaus 1:3 unterlegen. Wolfen sind eine der am schwersten zu spielenden Armeen, die aber – in guten Händen – kaum zu schlagen ist. Wer es schafft, die hohe Bewegung, die verursachte Angst und die enorme Stärke der Wolfen vernünftig einzusetzen und dem Gegner jeglichen Nutzen aus der geringen Parade und Widerstandskraft der Wolfen verweigert, hat schnell alle Gegner vom Tisch geputzt.

#### Die Devourer von Vile-Tis
Ehemals Wolfen folgen die Devourer nun dem Pfad der Bestie, eines gefallenen Gottes, der zusammen mit den Devourern die Götter stürzen will. Devourer sehen Wolfen immer noch als ihre - wenn auch fehlgeleiteten - Brüder an, während umgekehrt Wolfen die Devourer verachten.
Spielerisch unterscheiden sich Devourer nicht sehr von Wolfen; etwas bessere Initiative, Parade und Widerstand – was das Spiel für Anfänger vereinfacht, dafür aber weniger Stärke und Attacke. Individueller werden Devourer dadurch, dass sie von Halbelfen begleitet werden können, deren Nutzen bislang allerdings leider noch sehr begrenzt ist. Auch Devourer haben Geborener Kämpfer als Volksfertigkeit.
Im Verlauf der Geschichte haben sich seit 04/2007 die Devourer vom Pfad des Schicksals abgewandt und wandeln nun auf dem Pfad der Finsternis.

#### Die Zwerge aus Tir-Na-Bor
Die Zwerge von Tir-Na-Bor erfüllen viele der Erwartungen, die man gemeinhin an ein Zwergenvolk hat. Allerdings hat Rackham die Zwerge deutlich variabler gestaltet als die Zwerge in den üblichen Fatasywelten: es gibt die schwergepanzerten Krieger, die im Gebirge heimisch sind, daneben gibt es leichter gerüstete und berittene Zwerge der Ebenen, und schließlich gibt es mit dem Thermo-Zwergen eine ganz neue Sparte: Zwerge, die dampfbetriebene Rüstungen bzw. Rüstungsteile tragen.
Die zwergische Rassenfähigkeit ist Hart im Nehmen, eine sehr gute Fähigkeit, die Verletzungen mindert, die diese kleinen Wesen erleiden. Neben den altbekannten schwergepanzerten Infanteristen, den Fernkämpfern und den Kriegsmaschinen bieten die Confrontaion-Zwerge auch Kavallerie, Magier und leichtgerüstete Truppen, die bei Zwergen ja eher selten sind. Mit den Thermokriegern und -priestern finden sich dazu noch schon erwähnte ganz neuartige Wesen; mit dem Sohn des Uren oder dem Krieger der Berge – einem großen Riesen – haben auch die Zwerge starke Verbündete vorzuweisen. Außerdem sind Zwerge bei Confrontation weniger ein Klasse- als vielmehr ein Massevolk. Zwerge zeichnen sich – ähnlich den Greifen – durch sehr hohe Disziplin- und Widerstandswerte aus.
Im Verlauf der Geschichte haben sich seit 04/2007 die Zwerge von Tir-Na-Bor vom Pfad des Schicksals abgewandt und wandeln nun auf dem Pfad des Lichts.

#### Die Goblins von No-Dan-Kar
Die Goblins lebten ehemals in einer Symbiose mit den Zwergen - böse Stimmen sagen, sie seien von den Zwergen versklavt worden. Irgendwann haben die Goblins dagegen aufbegehrt, für die Zwerge zu arbeiten, und ihren eigenen Nutzen dieser Beziehung nicht mehr erkannt. Seit dieser Revolte liegen Zwerge und Goblins im Clinch. Goblins sind neben Zwergen, Greifen und Skorpionen die technisch versiertesten Wesen Aarklashs. Das grüne Volk betet zu ihrem eigenen Gott: der Großen Ratte. Neu sind außerdem die Uraken Goblins, welche eine andere Optik bekommen haben: den "Asia-look". Sie beten ihren Kaiser ebenso an wie die große Ratte.
Eine Goblinarmee besteht aus vielen, vielen Goblins. Die Volksfertigkeit Verstärkung erhält diesen Massevorteil auch, nachdem schon einige Verluste eingesteckt wurden. Goblins haben neben den billigen Standardtruppen auch eine Reihe Spezialisten – die wichtigsten sind wohl die Dunstbläser und Kugler – dazu Trolle, Kavallerie und einen ganz eigenen Zweig Goblins in ihren Reihen: Goblin-Mutanten. Besonders gefährlich sind aber deren Brüder die Psychomutanten! Goblins brillieren wertetechnisch nur in ihrer Initiative. Ansonsten aber in nichts. Die Masse macht’s.

### Die verschlungenen Pfade der Finsternis
(Quelle: www.tabletop-forum.de, Chris Coyote)

#### Die Untoten von Achéron
Achéron war einst eine Baronie Alahans. Im Verborgenen gingen einige Magier den dunklen Künsten nach und wurden von diesen schließlich korrumpiert - Achéron spaltete sich ab und wurde zu einem Land der Lebenden Toten. An der Grenze zu Alahan steht die Feste Kaiber, in der Greifen, Cynwäll und Alahaner gemeinsam ihre Welt gegen die Horden der Finsternis verteidigen.
Die Untoten haben als Volksfertigkeit – Lebender Toter Eine sehr nützliche Fähigkeit, müssen so doch auch die mächtigen Wolfen testen, ob sie nicht lieber aus Angst vor den Untoten davonlaufen wollen. Achérons sind ein Massevolk, weisen darüber hinaus zahlreiche Spezialtruppen wie Gespenster, Banshees oder Ghoule auf; verfügen über verschiedene Typen von Kavallerie, Flieger und mächtige Magier. Die Stärke der Untoten ist ganz klar die Angst, die sie verursachen.

#### Die Alchemisten von Dirz
Auch bekannt als die Skorpione oder die Syhars: Im Greifenreich begann Dirz mit der Forschung am menschlichen Körper - Genmanipulation. Er wollte das perfekte Wesen erschaffen - eine Aufgabe, die natürlich Merîn alleine obliegt! Nach seiner Flucht mit seinen Gefolgsleuten siedelte er sich in der Syharhalna, der größten Wüste Aarklashs. Dort forschen sie weiter; nach ihrem Fehlschlag mit den Orks entwickeln sie nur noch leicht zu kontrollierende Klone. Dennoch zeichnen sich manche Klone besonders aus und entwickeln ihre eigenen Werte und Wünsche z. B. die bezaubernde Sasia Samaris.
Alchimistische Armeen haben als größte Stärke ihre Volksfertigkeit: den Zaubertrank. Diese Fähigkeit, erlaubt es ihnen ihre Profilwerte zu erhöhen und macht die Syhars wahnsinnig flexibel – und damit auch zu der am leichtesten zu spielenden Armee, da Fehler oftmals ausgeglichen werden können. Neben normalen menschlichen Kriegern haben die Syhars eine Vielzahl von Klonen in ihren Reihen, angefangen von menschlichen Klonen bis hin zu Bestien wie den Dasyatisklonen.

#### Die Elfen von Akkyshan
-- Work in Progress --

#### Die Kelten vom Clan der Drunen
Die Drunen von Caer Maed sind ein weiterer Keltenstamm, der sich vom Pfad der Sessair-Kelten abgewendet hat und aufgrund arglistiger Täuschung in die Finsternis getrieben wurde. Die Drunen von Caer Maed glauben ebenfalls an die Sterblichkeit der Götter - eine Ähnlichkeit zu den Devourern. Sie sind Waldbewohner und das neuste Volk, das veröffentlicht wurde.
Im Gegensatz zu allen anderen Völkern, besitzen die Drunen keine typische Volkseigenschaft – vielmehr hat jeder Truppentyp für sich eine eigene Sonderregel. Bislang gibt es eine Anzahl von Spezialeinheiten für die Drunen, die vermuten lassen, dass sie sich in eine gänzlich andere Richtung entwickelt haben, wie die Kelten des Sessairklans.

#### Die Mid-Nor Zwerge
Mitten im Gebiet der Zwerge von Tir-Na-Bor hat sich eine gewaltige Schlucht aufgetan, aus der verderbte Zwerge strömen: die Schlucht von Mid-Nor. Die Mid-Nor glauben nur an ihren eigenen Gott, den Tyrannen. Mid-Nor sind mehr Dämonen denn Lebewesen; ihre Körper bestehen aus zusammengenähten Hautfetzen, die Asche ihrer Innereien tragen sie in Dämonenpuppen mit sich herum. Nach einer Schlacht kann man oftmals einen Mid-Nor-Priester beobachten, wie er damit beginnt, den Sterbenden die Haut abzuziehen oder ihren noch lebendigen Körpern Organe zu entnehmen...
Die Mid-Nors sind ein Massevolk und außerdem das vierte Volk neben Wolfen, Devourern und Lebenden Toten, das Angst verbreitet. Ihre Volksfertigkeit Besessen lässt sie kaum Schmerzen spüren – eine sehr gute Volksfertigkeit. Mid-Nors bringen neben ihrer schieren Masse auch sehr gute Priester (die besten neben Greifen), Zyklopen, Kavallerie und Flieger auf das Schlachtfeld, sowie zahlreiche Truppen mit Sonderregeln. Allgemein gelten Mid-Nors als das Volk, das für die wenigsten Punkte die besten Werte hat – die Stärken liegen hier aber eindeutig in der Offensive; Verteidigung, Bewegung oder Disziplin sind keine ihrer Vorzüge.